# الانتخابات الرئاسية المصرية 2014
الانتخابات الرئاسية المصرية للعام 2014 هي ثالث انتخابات رئاسية تعددية في تاريخ مصر وثاني انتخابات رئاسية بعد ثورة 25 يناير. وقد تم تحديد مواعيد الانتخابات طبقا لما أعلنته اللجنة العليا للانتخابات؛ تنفيذا لخارطة الطريق التي أعلنت عقب تنحي محمد مرسي بعد المظاهرات التي طالبت برحيله وإنهاء ما اعتبروه حكم جماعة الإخوان المسلمين. وقد كانت جماعة الإخوان المسلمين قد أعلنت في 24 يونيو استقالة محمد مرسي من جميع مناصبه بالجماعة وحزب الحرية والعدالة المنبثق عنها بعد إعلان فوزه برئاسة الجمهورية عام 2012.
وقد أعلنت لجنة الانتخابات الرئاسية الفترة من 15 إلى 18 مايو (تم مدها حتى 19 مايو) لاقتراع المصريين في الخارج، ويومي 26 و27 مايو (تم مدها حتى 28 مايو) لإجراء الانتخابات في الداخل. وانتخب المصريون في هذه الانتخابات الرئيس السادس لجمهورية مصر العربية. وقد تمكن من الترشح كلٌ من المشير عبد الفتاح السيسي والسيد حمدين صباحي.
اختلفت هذه الانتخابات عن سابقاتها في أمور عدة، فقد دعا التحالف الوطني لدعم الشرعية لمقاطعتها وظهر ذلك في ضعف الإقبال أيام التصويت، الذي اعتبره التحالف مقاطعة ثورية لما أسماه المسرحية الهزلية، كما تم فيها استخدام شبكات التواصل الإلكتروني بشكل مكثف سواء للدعاية أو للدعاية المضادة، بالإضافة إلى أنه لأول مرة يقوم أحد المرشحين بإعلان ترشحه وهو يرتدي الزي العسكري.
أعلنت نتيجة تصويت المصريين بالخارج وبلغ عدد المصوتين 318 ألف صوت (وفق ما أعلنته اللجنة المشرفة على الانتخابات)، وكان قد تم السماح لكل من يتواجد بالخارج ويحمل بطاقة الهوية المصرية بالتصويت دون الحاجة للتسجيل المسبق الذي كان متبعا في الانتخابات السابقة. وفي يوم الثلاثاء 3 يونيو أعلنت اللجنة فوز المشير عبد الفتاح السيسي بنسبة 96.94%

## دعوات المقاطعة وعدم الشرعية
أتت هذه الانتخابات بعد قرابة أحد عشر شهرا من عزل الرئيس محمد مرسي وهو الأمر الذي ترفضه جماعة الإخوان المسلمين والقوى الوطنية الداعمة لشرعية الرئيس مرسي والرافضة للانقلاب العسكري، وقد دعى التحالف الوطني لدعم الشرعية ورفض الانقلاب لمقاطعة تلك الانتخابات، وأعلن عدم اعترافه بها أو بما ينتج عنها من نتائج. كما إنضم حزب مصر القوية وحركات شبابية في مقدمتها حركة 6 أبريل للقوى الداعية للمقاطعة. وتأتي دعوات المقاطعة لعدة اعتبارات منها عدم الاعتراف بشرعية النظام القائم الذي يدير العملية الانتخابية، وغياب معايير الشفافية والنزاهة. في حين رفض ياسر برهامي دعاوى المقاطعة وحذر أنها ستدخل البلاد في نفق مظلم.
وبعد انتهاء الانتخابات أصدر التحالف بيانا يشكر فيه الشعب المصري على ما وصفها بالمقاطعة المنقطعة النظير للانتخابات وما أسماها "معركة اللجان الخاوية"، في حين قال حمدين صباحي -الذي سبق أن تحدث عن حالات تزوير وسحب مندوبيه من اللجان احتجاجا على تمديد الانتخابات ليوم ثالث- "إن الأرقام المعلنة لنسب المشاركة في الانتخابات ليس لها "مصداقية أو صدقية". وجاءت تقارير صحفية وتليفزيونية توضح ضعف إقبال الجماهير خلال الأيام الثلاثة للانتخابات فتحدثت "نيويورك تايمز" أن الإقبال مخيب لأمال أنصار السيسي في منحه شرعية جديدة، أما صحيفة "التليجراف" البريطانية، فقد ورد في تقرير لها أن تمديد التصويت بالانتخابات جاء بعد أن "أحرج" انخفاض نسبة المشاركة أنصار السيسي، وأن ما شهدته اللجان كان أقل من التوقع، والذي يعكس -وفق تقرير الصحيفة- نجاح المقاطعة التي دعت إليها جماعة الإخوان والقوى السياسية، كما أشارت إلى أن غياب الشباب ملحوظ بشكل كبير.

## الجدول الزمني
أعلنت لجنة الانتخابات الرئاسية، يوم الأحد الموافق 30 مارس 2014. الجدول الزمني للانتخابات الرئاسية، وفيما يلي جدول توضيحي لمواعيد وإجراءات الانتخابات الرئاسية لعام 2014:
| م  | الإجراء القانوني | عدد الأيام       | اليوم والتاريخ                              |
| -- | --- | ---------------- | ------------------------------------------- |
| 1  | الإعلان عن فتح باب الترشح، ومدة تقديم الطلبات ومواعيد الإجراءات المقررة قانونًا، ويومي الاقتراع في الجولة الأولى وجولة الإعادة، إن وجدت                         |                  | الأحد 30/03/2014                            |
| 2  | تلقي طلبات الترشح اعتباراً من الساعة التاسعة صباحًا وحتى الثامنة مساءً، ما عدا اليوم الأخير حتى الساعة الثانية مساءً                                               | واحد وعشرون يومًا | من الاثنين 31/03/2014 إلى الأحد 20/04/2014  |
| 3  | إعلان القائمة المبدئية لمقدمي طلبات الترشح وأعداد المؤيدين لكل منهم                                                                                            | يوم              | الاثنين 21/04/2014                          |
| 4  | تلقي اعتراض أحد المرشحين على آخر، من الساعة التاسعة صباحًا حتى الساعة الثامنة مساءً                                                                              | يومان            | الثلاثاء 22/04/2014 والأربعاء 23/04/2014    |
| 5  | فحص شروط الترشح والفصل في الاعتراضات | ثلاثة أيام       | من الخميس 24/04/2014 إلى السبت 26/04/2014   |
| 6  | إخطار غير المقبولين (المستبعدين) | أربع وعشرون ساعة | الأحد 27/04/2014                            |
| 7  | التظلم من قرارات الاستبعاد | يومان            | الاثنين 28/04/2014 والثلاثاء 29/04/2014     |
| 8  | البت في التظلمات | يومان            | الأربعاء 30/04/2014 والخميس 01/04/2014      |
| 9  | إعلان القائمة النهائية للمرشحين وفق أسبقية تقديم طلبات الترشح، ونشرها بالجريدة الرسمية، وفي صحيفتي الأهرام والأخبار، وبدء الحملة الانتخابية                    | يوم              | الجمعة 02/05/2014                           |
| 10 | اختيار المرشحين للرمز الانتخابي، وفقًا لأسبقية تقديم طلبات الترشح                                                                                               | يومان            | السبت 03/05/2014 والأحد 04/05/2014          |
| 11 | آخر موعد للتنازل عن الترشح، ونشر التنازل في الجريدة الرسمية، وفي صحيفتي الأهرام والأخبار                                                                       | مثال             | الجمعة 09/05/2014                           |
| 12 | أخر موعد للدعاية الانتخابية | يوم              | الجمعة 23/05/2014                           |
| 13 | الجولة الأولى لاقتراع المصريين المقيمين بالخارج (تم مدها ليوم إضافي)                                                                                           | أربعة أيام*      | من الخميس 15/05/2014 حتى الأحد 18/05/2014   |
| 14 | يوما الصمت الانتخابي | يومان            | السبت 24/05/2014 والأحد 25/05/2014          |
| 15 | الجولة الأولى للاقتراع بالداخل (تم مدها ليوم إضافي) | يومان**          | الاثنين 26/05/2014 والثلاثاء 27/05/2014     |
| 16 | إنهاء أعمال الفرز، وتسليم محاضر اللجان الفرعية لرؤساء اللجان العامة، وقرارات اللجان العامة بشأن صحة، أو بطلان إدلاء أي ناخب بصوته                              | يوم              | الأربعاء 28/05/2014                         |
| 17 | تلقي الطعون في قرارات اللجان العامة | يوم              | الخميس 29/05/2014                           |
| 18 | البت في الطعون المقدمة في قرارات اللجان العامة | يومان            | الجمعة 30/05/2014 والسبت 31/05/2014         |
| 19 | إعلان النتيجة العامة للجولة الأولى للانتخابات، ونشرها في الجريدة الرسمية، وإخطار المنتخب رئيسًا للجمهورية، إذا ما حصل على الأغلبية المطلقة لعدد الأصوات الصحيحة | خلال خمسة أيام   | من الأحد 01/06/2014 حتى الخميس 05/06/2014   |
| 20 | بدء الدعاية الانتخابية لجولة الإعادة، إن وجدت | اثنا عشر يومًا    | تبدأ من الأربعاء 04/06/2014                 |
| 21 | اقتراع المصريين المقيمين في الخارج في جولة الإعادة | أربعة أيام       | من الجمعة 06/06/2014 حتى الاثنين 09/06/2014 |
| 22 | فترة الصمت الانتخابي، من الساعة الثانية عشرة ظهر اليوم السابق على الاقتراع في جولة الإعادة                                                                     | يوم              | يوم الأحد 15/06/2014                        |
| 23 | يوما الاقتراع في جولة الإعادة | يومان            | الاثنين 16/06/2014 والثلاثاء 17/06/2014     |
| 24 | إنهاء أعمال الفرز، وتسليم محاضر اللجان الفرعية إلى رؤساء اللجان العامة، وقرارات اللجان العامة بشأن صحة، أو بطلان إدلاء أي ناخب بصوته                           | يوم              | الأربعاء 18/06/2014                         |
| 25 | تلقي لجنة الانتخابات الرئاسية الطعون في قرارات اللجان العامة                                                                                                   | يوم              | الخميس 19/06/2014                           |
| 26 | البت في الطعون المقدمة في قرارات اللجان العامة | يومان            | الجمعة 20/06/2014 والسبت 21/06/2014         |
| 27 | إعلان النتيجة العامة النهائية للانتخابات، ونشرها في الجريدة الرسمية، وإخطار المنتخب رئيسًا للجمهورية                                                            | خلال خمسة أيام   | من الأحد 22/06/2014 حتى الخميس 26/06/2014   |

* قررت لجنة انتخابات الرئاسة مد أيام تصويت المصريين بالخارج لمدة 24 ساعة على أن تنتهي مساء يوم الاثنين 19 مايو بعد أن كان مقررًا الانتهاء مساء الأحد 18 مايو؛ وذلك بسبب الارتفاع الحاد في نسبة إقبال المصريين بالخارج على التصويت في مقرات الاقتراع (وفق ما أعلنته اللجنة في بيانها).
** قررت اللجنة العليا المشرفة على الانتخابات مد أيام التصويت بالداخل ليوم ثالث على أن تنتهي الساعة التاسعة من مساء يوم الأربعاء 28 مايو، وذلك نظرا لموجة الحر الشديد التي تجتاح البلاد (وفق ما أعلنته اللجنة في بيانها).

## المرشحون

### مرشحون رسميًا
أعلنت لجنة الانتخابات الرئاسية قائمة بأسماء السادة المتقدمين بطلبات الترشح، وقد استوفوا أوراقهم، وتم قبولهم كمرشحين لرئاسة جمهورية مصر العربية، وهم وفقًا لأسبقية تقديم طلبات الترشح:
| م | اسم المتقدم                        | شهرته             | أسلوب الترشح           | تاريخ التقدم |
| - | ---------------------------------- | ----------------- | ---------------------- | ------------ |
| 1 | عبد الفتاح سعيد حسين خليل السيسي   | عبد الفتاح السيسي | مؤيدًا من 188,930 ناخبًا | 14/04/2014   |
| 2 | حمدين عبد العاطي عبد المقصود صباحي | حمدين صباحي       | مؤيدًا من 31,555 ناخبًا  | 19/04/2014   |

وكان السيد حمدين صباحي، مؤسس التيار الشعبي المصري، قد أعلن في يوم السبت الموافق 8 فبراير 2014 إنه قرر رسميًا خوض انتخابات الرئاسة المقبلة، قائلًا: «المواطن حمدين صباحي قرر أن يخوض الانتخابات الرئاسية المقبلة». وذلك خلال مؤتمر نظمه أعضاء وشباب التيار الشعبي بحضور السيد حمدين صباحي بمركز إعداد القادة، وبعد إعلانه القرار، هتف شباب التيار الشعبي خلال مؤتمرهم: «حمدين.. حمدين»، ورفعوا صوره. وقد وجه السيد حمدين صباحي رسالة لشباب التيار الشعبي خلال كلمته بالمؤتمر، قائلًا: «ضعوا في اعتباركم ونحن نمارس حملتنا الانتخابية، لابد أن نحترم آراء المواطنين البسطاء من ربات البيوت والصيادين والعمال والفلاحين الذين وقفوا بجانبى في المعركة السابقة، احترموا رأيهم أيا كان فنحن منهم وهم منا».
وكان المشير عبد الفتاح السيسي قد أعلن في يوم الأربعاء الموافق 26 مارس 2014 تقديم استقالته من منصبه كوزير للدفاع والإنتاج الحربي، وإنه قرر رسميًا خوض انتخابات الرئاسة المقبلة، قائلًا: «اليوم، أَقف أمامكم للمرة الأخيرة بزيي العسكري، بعد أن قررت إنهاء خدمتي كوزير للدفاع.. قضيت عمري كله جندي في خدمة الوطن، وفي خدمة تطلعاته وآماله، وسأستمر إن شاء الله»، وذلك عبر كلمة متلفزة قال خلالها: «السنوات الأخيرة من عمر الوطن تؤكد أنه لا أحد يستطيع أن يصبح رئيساً لهذه البلاد دون إرادة الشعب وتأييده.. لا يمكن على الإطلاق أن يجبر أحد المصريين على انتخاب رئيسٍ لا يريدونه.. لذلك، أنا وبكلِ تواضع أتقدم لكم معلناً اعتزامي الترشح لرئاسة جمهورية مصر العربية.. تأييدكم هو الذي سيمنحني هذا الشرف العظيم».
- وفي مؤتمر صحفي للجنة الاتتخابات الرئاسية، يوم الأحد الموافق 20 إبريل 2014، أعلن المستشار عبد العزيز سالمان، أمين عام لجنة الانتخابات الرئاسية، إنتهاء الفترة المحددة لتلقي الترشيحات، وأعلن أن وزير الدفاع المستقيل عبد الفتاح السيسي ورئيسَ التيار الشعبي حمدين صباحي هما فقط من تمكنا من جمع التوكيلات اللازمة لخوض سباق الرئاسة.[19] وبذلك فقد أُغلق باب الترشح لتنحصر الترشيحات فيهما فقط، وقال سالمان إن إجراء جولة الإعادة بين المرشحين المحتملين واردة فقط حال التساوي في عدد الأصوات.[20]

### مرشحون منسحبون
كان الفريق سامي عنان -رئيس أركان القوات المسلحة الأسبق- قد أعلن في وقت سابق عزمه التقدم كمرشح لرئاسة الجمهورية، إلا أنه عاد وأعلن في يوم الخميس الموافق 13 مارس 2014 عدم ترشحه للانتخابات الرئاسية، وقال «عنان» في مؤتمر صحفى بمكتبه في الدقى: «حرصًا على تفويت الفرصة على المتربصين بالبلاد قررت عدم الترشح للرئاسة».
وكان المستشار مرتضى منصور -رئيس نادي الزمالك- قد أعلن في يوم الأحد الموافق 6 إبريل 2014 عزمه الترشح لرئاسة الجمهورية، إلا أنه عاد وأعلن قراره بعدم الترشح في انتخابات الرئاسة في مؤتمر صحفي في يوم السبت الموافق 19 إبريل 2014.

### مرشحات
أعلنت الإذاعية بثينة كامل عزمها الترشح لرئاسة الجمهورية؛ لتكون بذلك أول سيدة تترشح لرئاسة جمهورية مصر العربية، إلا إنها لم تتمكن من ذلك؛ لعدم تمكن حملتها من جمع التوكيلات المطلوبة، ووجهت انتقادات ضمنية للمنظمات والجمعيات النسائية، متهمةً إياها بأنها «خذلتها».

### دعاوى وشكاوى ضد المرشحين
1. طعن ضد ترشح السيسي لمخالفته الدستور:[28] حيث تقدم موظفا بوزارة الخارجية برفع دعوى قضائية يطلب فيها رفض قبول أوراق المرشح العسكري السابق عبد الفتاح السيسي -كما ورد بالدعوى- من الترشح لمنصب رئيس الجمهورية لمخالفة ذلك للدستور المصري عام 2014، لفقده شرطاً أساسياً وهو أن يكون رجلاً مدنيا وليس صاحب بدلة مدنية، كما طالب بتوضيح من هو الرئيس المدني؟ وهل تنطبق الشروط علي صاحب الخلفية العسكري للتقدم لمنصب رئيس الجمهورية من عدمه؟ وقد وصف ذلك بأنه (الحيلة العسكرية للاستيلاء علي الحكم مرة أخرى).
2. فتح الشهر العقاري يوم الجمعة والرشوة:[29] طالب المرشح مرتضى منصور بالتحقيق في واقعة فتح مكاتب الشهر العقاري يوم الجمعة، لعمل توكيلات لمنافسه حمدين صباحي، كما اتهم المرشح حمدين صباحي بالقيام بدفع 250 جنيها كرشوة عن كل توكيل.
3. لمبات موفرة:[30] حققت اللجنة المشرفة على الانتخابات في شكوى تتهم الحملة الانتخابية للمشير السيسي بتوزيع لمبات موفرة على المواطنين، وقد قامت لجنة الانتخابات الرئاسية بفحص المسألة وانتهت إلى حفظ الأوراق لأن المرشح لم يكن له صلة بتوزيع هذه اللمبات كما أن حملته الرسمية نفت صلتها بهذا العمل وتحرى وكيل المرشح عن الأمر وتوصل للقائمين على هذا العمل وطلب إيقافه فورًا وتوقف التوزيع؛ ومن ثم وقفت اللجنة بالإجراءات عند هذا الحد.

## الرموز الانتخابية
وضعت لجنة الانتخابات الرئاسية، في يوم الأحد[ ؟ ] الموافق 30 مارس 2014، جدولاً من عشرة رموز انتخابية للمرشحين في انتخابات الرئاسة المقبلة، هي: «الشمس، والنجمة، والسلم، والحصان، والأسد، والنخلة، والميزان، والديك، والمركب، والمظلة»، وتنظم اللجنة حصول المرشحين على الرموز الانتخابية، على أنه «لكل مرشح تم إدراج اسمه بالقائمة النهائية للمرشحين اختيار رمز انتخابي من الرموز المدرجة بجدول الرموز وفقاً لأسبقية تقديم طلب الترشح».
وقد قررت لجنة الانتخابات الرئاسية، في يوم الاثنين الموافق 21 إبريل 2014، إدخال خمسة رموز انتخابية إضافية كى يتم الاختيار فيما بينها من جانب مرشحى الانتخابات الرئاسية السيد عبد الفتاح السيسي والسيد حمدين صباحي؛ ليصبح بذلك العدد الإجمالى للرموز الانتخابية التي أقرتها اللجنة خمسة عشر رمزًا انتخابيًا، والرموز الجديدة التي أقرتها لجنة الانتخابات الرئاسية رسميًا، هي: «النسر المجنح، وساعة اليد، والطائرة، والتليفون، والنظارة».
وكانت الحملة الانتخابية للمرشح السيد حمدين صباحي كانت قد تقدمت بطلب إلى لجنة الانتخابات الرئاسية لإضافة رمز «النسر المجنح» إلى قائمة الرموز الانتخابية، حيث سبق للسيد حمدين صباحي أن خاض السباق الرئاسى للعام 2012 بذلك الرمز.
وقد تقدمت الحملة الانتخابية للمرشح السيد عبد الفتاح السيسي بطلب إلى لجنة الانتخابات الرئاسية للحصول على رمز «النجمة» كرمز لمرشحها، وقد وافقت اللجنة على منح الرمز للمرشح.
وقد تقدمت الحملة الانتخابية للمرشح السيد حمدين صباحي بطلب إلى لجنة الانتخابات الرئاسية للحصول على رمز «النسر المجنح» كرمز لمرشحها، وقد وافقت اللجنة على منح الرمز للمرشح.

## الحملات الانتخابية
وفقًا للجدول الزمني الذي قررته لجنة الانتخابات الرئاسية، بدأت الدعاية الانتخابية للمرشحين يوم السبت الموافق 3 مايو 2014 حتى الجمعة الموافق 23 مايو 2014، بضوابط واحدة على جميع المرشحين الالتزام بها؛ وقد بدأت حملتا المرشحين الرئاسيين دعاياتهما الانتخابية بدءًا من ساعات الصباح الأولى ليوم السبت 3 مايو 2014، واتخذت حملة المرشح الرئاسي عبد الفتاح السيسي شعار تحيا مصر كشعار لمرشحها، واتخذت حملة المرشح الرئاسي حمدين صباحي شعار هنكمل حلمنا كشعار لمرشحها.
وكان قد تقرر في حالة إجراء جولة إعادة بين المرشحين حال تساوي الأصوات في الجولة الأولى، أن تبدأ الدعاية الانتخابية لكلتا الحملتين من اليوم التالي لإعلان نتيجة الجولة الأولى حتى الساعة الثانية عشرة ظهر اليوم السابق على الاقتراع في جولة الإعادة. إلا أنها حُسمت من الجولة الأولى.

## الحملات الإعلامية المضادة
كانت انتخابات الرئاسة 2012 قد شهدت استخدام شبكات التواصل الإلكتروني لأول مرة، إلا أن انتخابات 2014 قد فاقتها في حدة التهكم والهجوم على المرشحين. شهدت هذه الانتخابات ظاهرة جديدة تتمثل في استخدام الهاش تاج في شبكات التواصل الإلكتروني بصورة مكثفة في الدعاية أو الدعاية المضادة للمرشحين.
فقد ظهر وسم مضاد لترشح المشير السيسي بعنوان «#انتخبوا الـ ...» (كلمة مسيئة مكان النقط)، وكان له انتشاراً واسعاً بالرغم من الاعتراض عليه من قبل مؤيدي السيسي واعتباره مسيئاً.
كما ظهرت دعاية مضادة لترشح المستشار مرتضى منصور تحت عنوان «سي دي لكل مواطن» في تهكم واضح على الأسلوب الذي كان ينتهجه في التشهير بمخالفيه في السابق.

## التصويت بالداخل والخارج

### تصويت المصريين في الخارج
يحق لكل مصري تواجد خارج جمهورية مصر العربية في أيام الانتخاب بالخارج، سواء بصفة دائمة أو عارضة، ولأي سبب، أن يدلي بصوته في أقرب مقر لجنة فرعية في الدولة التي يتواجد فيها بشرطين:
1. أن يكون مقيدًا في قاعدة بيانات الناخبين.
2. أن يحمل بطاقة رقم قومي، أو جواز سفر ساري الصلاحية متضمنًا الرقم القومي.

وتمتد ساعات التصويت من الساعة التاسعة صباحًا حتى التاسعة مساءً وفقًا للتوقيت الخاص بكل دولة، وقد أعلن المستشار عبد العزيز سالمان، الأمين العام للجنة الانتخابات الرئاسية، في مؤتمر صحفي عُقد بمقر اللجنة، يوم السبت الموافق 17 مايو 2014، أن اللجنة قررت مد فترة تصويت المصريين بالخارج 24 ساعة؛ نتيجة الإقبال الكثيف من قبل المواطنين في لجان الخارج بالانتخابات للإدلاء بأصواتهم.
ولفت الأمين العام للجنة إلى أن الإقبال الكثيف تسبب في خروج شبكات الاتصالات من الخدمة بسبب كثرة الضغط وحدث ذلك في دولة الكويت، وتم التعامل مع الحدث بسرعة، لافتاً إلى أن الأمر تكرر في دولة قطر، ولكن تم التغلب على الأمر بشكل سريع.
وأعلن الأمين العام أن اللجنة سمحت في الخارج لأكثر من مندوب لمرشحى الرئاسة بالتواجد بمقرات اللجان للاطلاع على شفافية العملية الانتخابية، مشيرًا إلى أن نسبة التصويت بلغت نسبة 122 صوتًا في الدقيقة الواحدة.

### نتيجة تصويت المصريين في الخارج
أعلنت لجنة الانتخابات الرئاسية، في مؤتمر صحفي بمقر اللجنة، يوم الأربعاء الموافق 21 مايو 2014، نتائج تصويت المصريين في الخارج حسب اللجنة الفرعية، وبلغ تعداد اللجان الفرعية خارج جمهورية مصر العربية 141 لجنة فرعية، وكانت نتائج التصويت كالتالي:
| اللجنة الفرعية | إجمالي عدد الناخبين | الأصوات الصحيحة | الأصوات الباطلة | عبد الفتاح السيسي | حمدين صباحي |
| -------------- | ------------------- | --------------- | --------------- | ----------------- | ----------- |
| ملبورن         | 1944                | 1932            | 12              | 1874              | 58          |
| سيدني          | 2790                | 2773            | 17              | 2699              | 74          |
| كانبرا         | 115                 | 113             | 2               | 99                | 14          |
| ولنجتون        | 45                  | 44              | 1               | 41                | 3           |
| بانجكوك        | 107                 | 106             | 1               | 101               | 5           |
| شنغهاي         | 74                  | 71              | 3               | 66                | 5           |
| كوالالمبور     | 198                 | 196             | 2               | 169               | 27          |
| كولومبو        | 21                  | 20              | 1               | 19                | 1           |
| كاتمندو        | 9                   | 8               | 1               | 8                 | 0           |
| طوكيو          | 91                  | 89              | 2               | 77                | 12          |
| بيونج يانج     | 13                  | 13              | 0               | 9                 | 4           |
| هانوي          | 11                  | 11              | 0               | 10                | 1           |
| جاكرتا         | 65                  | 65              | 0               | 59                | 6           |
| سول            | 62                  | 59              | 3               | 47                | 12          |
| سنغافورة       | 85                  | 82              | 3               | 76                | 6           |
| مانيلا         | 39                  | 39              | 0               | 30                | 9           |
| إسلام آباد     | 65                  | 62              | 3               | 55                | 7           |
| كابول          | 190                 | 185             | 5               | 169               | 16          |
| نيودلهي        | 48                  | 47              | 1               | 39                | 8           |
| بورت لويس      | 13                  | 13              | 0               | 13                | 0           |
| جيبوتي         | 44                  | 42              | 2               | 40                | 2           |
| موسكو          | 235                 | 231             | 4               | 210               | 21          |
| دكا            | 38                  | 31              | 7               | 28                | 3           |
| أنقرة          | 67                  | 62              | 5               | 52                | 10          |
| كييف           | 66                  | 65              | 1               | 60                | 5           |
| نيبروبي        | 158                 | 155             | 3               | 141               | 14          |
| طهران          | 27                  | 26              | 1               | 18                | 8           |
| اسطنبول        | 177                 | 174             | 3               | 140               | 34          |
| صوفيا          | 45                  | 44              | 1               | 37                | 7           |
| يريفان         | 30                  | 30              | 0               | 29                | 1           |
| صنعاء          | 315                 | 305             | 10              | 289               | 16          |
| أسمرة          | 17                  | 16              | 1               | 16                | 0           |
| دار السلام     | 78                  | 75              | 3               | 65                | 10          |
| كمبالا         | 88                  | 86              | 2               | 75                | 11          |
| نيقوسيا        | 301                 | 297             | 4               | 292               | 5           |
| هلسنكي         | 151                 | 150             | 1               | 118               | 32          |
| أديس أبابا     | 116                 | 114             | 2               | 95                | 19          |
| تيرانا         | 21                  | 21              | 0               | 20                | 1           |
| رام الله       | 59                  | 59              | 0               | 58                | 1           |
| جوبا           | 119                 | 112             | 7               | 107               | 5           |
| تل أبيب        | 65                  | 65              | 0               | 63                | 2           |
| أثينا          | 2402                | 2380            | 22              | 2316              | 64          |
| سراييفو        | 26                  | 22              | 4               | 22                | 0           |
| العقبة         | 839                 | 826             | 13              | 807               | 19          |
| بوجمبورا       | 25                  | 24              | 1               | 21                | 3           |
| بوخارست        | 130                 | 125             | 5               | 112               | 13          |
| بريتوريا       | 179                 | 178             | 1               | 158               | 20          |
| وارسو          | 104                 | 102             | 2               | 86                | 16          |
| لوساكا         | 104                 | 100             | 4               | 91                | 9           |
| أوسلو          | 95                  | 93              | 2               | 84                | 9           |
| مدريد          | 258                 | 249             | 9               | 196               | 53          |
| مابوتو         | 18                  | 18              | 0               | 15                | 3           |
| فاليتا         | 157                 | 156             | 1               | 146               | 10          |
| بودابست        | 239                 | 238             | 1               | 220               | 18          |
| برازافيل       | 21                  | 19              | 2               | 18                | 1           |
| برن            | 464                 | 463             | 1               | 418               | 45          |
| كوبنهاجن       | 411                 | 408             | 3               | 365               | 43          |
| مارسيليا       | 389                 | 382             | 7               | 344               | 38          |
| هامبورج        | 410                 | 407             | 3               | 357               | 50          |
| الرباط         | 316                 | 308             | 8               | 284               | 24          |
| براج           | 123                 | 123             | 0               | 107               | 16          |
| ليلنجواي       | 10                  | 9               | 1               | 5                 | 4           |
| مسقط           | 5299                | 5174            | 125             | 4859              | 315         |
| جنيف           | 718                 | 707             | 11              | 663               | 44          |
| لوبليانا       | 49                  | 47              | 2               | 45                | 2           |
| برلين          | 562                 | 541             | 21              | 424               | 117         |
| براتسلافا      | 36                  | 35              | 1               | 29                | 6           |
| أبوجا          | 130                 | 120             | 10              | 102               | 18          |
| ويندهوك        | 51                  | 51              | 0               | 48                | 3           |
| الجزائر        | 541                 | 530             | 11              | 478               | 52          |
| دبلن           | 352                 | 347             | 5               | 309               | 38          |
| المنامة        | 6025                | 5796            | 229             | 5305              | 491         |
| لواندا         | 30                  | 29              | 1               | 27                | 2           |
| بلغراد         | 34                  | 30              | 4               | 27                | 3           |
| الخرطوم        | 1397                | 1382            | 15              | 1322              | 60          |
| نيامي          | 22                  | 18              | 4               | 16                | 2           |
| تونس           | 248                 | 230             | 18              | 212               | 18          |
| منروفيا        | 10                  | 10              | 0               | 9                 | 1           |
| روما           | 2423                | 2393            | 30              | 2328              | 65          |
| كينشاسا        | 62                  | 61              | 1               | 56                | 5           |
| جدة            | 37090               | 36468           | 622             | 34304             | 2164        |
| ستكهولم        | 772                 | 765             | 7               | 714               | 51          |
| دبي            | 28645               | 28295           | 350             | 26928             | 1367        |
| لومي           | 10                  | 10              | 0               | 9                 | 1           |
| لشبونة         | 50                  | 48              | 2               | 41                | 7           |
| لاهاي          | 2275                | 2255            | 20              | 2117              | 138         |
| باريس          | 6421                | 6319            | 102             | 5839              | 480         |
| فيينا          | 2010                | 1992            | 18              | 1886              | 106         |
| ياوندي         | 35                  | 33              | 2               | 31                | 2           |
| ميلانو         | 9095                | 9005            | 90              | 8704              | 301         |
| لندن           | 4634                | 4595            | 39              | 4163              | 432         |
| ليبرفيل        | 53                  | 51              | 2               | 48                | 3           |
| كوتونو         | 10                  | 9               | 1               | 8                 | 1           |
| داكار          | 91                  | 85              | 6               | 75                | 10          |
| ابيدجان        | 58                  | 56              | 2               | 51                | 5           |
| نواكشوط        | 37                  | 37              | 0               | 31                | 6           |
| ندجامينا       | 151                 | 132             | 19              | 121               | 11          |
| مالابو         | 202                 | 187             | 15              | 176               | 11          |
| واجادوجو       | 21                  | 18              | 3               | 15                | 3           |
| الدوحة         | 21237               | 20839           | 398             | 19165             | 1674        |
| فريتاون        | 42                  | 41              | 1               | 39                | 2           |
| أبوظبي         | 23611               | 23280           | 331             | 22266             | 1014        |
| بيروت          | 4736                | 4671            | 65              | 4551              | 120         |
| كوناكري        | 9                   | 8               | 1               | 7                 | 1           |
| عمان           | 10899               | 10787           | 112             | 10505             | 282         |
| الرياض         | 39519               | 39012           | 507             | 35963             | 3049        |
| زغرب           | 20                  | 20              | 0               | 19                | 1           |
| أكرا           | 96                  | 94              | 2               | 87                | 7           |
| بوينس ايريس    | 27                  | 27              | 0               | 25                | 2           |
| باماكو         | 38                  | 37              | 1               | 34                | 3           |
| برازيليا       | 21                  | 17              | 4               | 13                | 4           |
| لاباز          | 7                   | 7               | 0               | 6                 | 1           |
| مكسيكو سيتي    | 30                  | 29              | 1               | 25                | 4           |
| هافانا         | 4                   | 4               | 0               | 4                 | 0           |
| كيتو           | 22                  | 22              | 0               | 18                | 4           |
| بوجوتا         | 24                  | 22              | 2               | 20                | 2           |
| واشنطن         | 2618                | 2591            | 27              | 2404              | 187         |
| ليما           | 22                  | 22              | 0               | 17                | 5           |
| بكين           | 135                 | 120             | 15              | 91                | 29          |
| جواتيمالا      | 11                  | 10              | 1               | 9                 | 1           |
| اوتاوا         | 2118                | 2103            | 15              | 1952              | 151         |
| بنما سيتي      | 10                  | 9               | 1               | 7                 | 2           |
| كاراكاس        | 28                  | 26              | 2               | 23                | 3           |
| سنتياجو        | 18                  | 14              | 4               | 13                | 1           |
| باكو           | 37                  | 37              | 0               | 31                | 6           |
| نيويورك        | 9417                | 9349            | 68              | 8987              | 362         |
| يانجون         | 17                  | 17              | 0               | 15                | 2           |
| شيكاغو         | 1239                | 1218            | 21              | 1136              | 82          |
| مونتريال       | 3121                | 3069            | 52              | 2860              | 209         |
| هيوستن         | 1319                | 1310            | 9               | 1218              | 92          |
| فرانكفورت      | 688                 | 679             | 9               | 563               | 116         |
| استانة         | 25                  | 24              | 1               | 22                | 2           |
| بروكسل         | 633                 | 624             | 9               | 553               | 71          |
| لوس نجيليس     | 5905                | 5891            | 14              | 5752              | 139         |
| طشقند          | 15                  | 15              | 0               | 14                | 1           |
| تناناريف       | 7                   | 6               | 1               | 4                 | 2           |
| بغداد          | 314                 | 307             | 7               | 296               | 11          |
| هراري          | 43                  | 42              | 1               | 41                | 1           |
| الكويت         | 65330               | 64806           | 524             | 62527             | 2279        |
| كيجالي         | 26                  | 26              | 0               | 21                | 5           |
| مونتفيديو      | 24                  | 24              | 0               | 20                | 4           |
| الإجمالي       | 318033              | 313835          | 4198            | 296628            | 17207       |

### تصويت المصريين في الداخل
- مر اليوم الأول للتصويت وسط ضعف في إقبال الجماهير أرجعه مستشار الرئيس لظروف الجو وارتفاع درجة الحرارة،[3] في حين اعتبره التحالف الوطني دليلا على المقاطعة الثورية لما أسماه بالمسرحية الهزلية.[4]
- كما مر اليوم الثاني للتصويت كسابقه وسط ضعف إقبال الناخبين،[5][42] مما أضطر اللجنة المشرفة على الانتخابات إلى مد التصويت ليوم ثالث، وبهذا ينتهي التصويت الأربعاء بدلا من الثلاثاء، كما كان مقررا من قبل، وهو ما اعتبره حزب الحرية والعدالة صفعة جديدة للانقلاب العسكري.[43] وقد أرجعت اللجنة سبب مد أيام التصويت لموجة الحر الشديد التي تجتاح البلاد (وفق ما أعلنته اللجنة في بيانها).[16] وذكر موقع بي بي سي العربية،[44] أن حملتي المرشحين قد اعترضتا على تمديد التصويت ليوم إضافي، كما ذكر أن الإقبال على انتخابات الرئاسة 2014 أقل من الانتخابات البرلمانية والرئاسية التي أجريت بعد الإطاحة بنظام الرئيس السابق حسني مبارك في 2011، عندما وقف الناخبون في صفوف بالمئات امتدت عبر الشوارع المؤدية لمراكز الاقتراع. وأفادت تقارير بأنه عند فتح مراكز الاقتراع في الساعة التاسعة صباح الثلاثاء لم يكن هناك أي ناخب في بعض اللجان الانتخابية بالعاصمة القاهرة.

### نتيجة تصويت المصريين بالداخل
وفق الجدول الذي أعلنته اللجنة المشرفة على الانتخابات على موقعها كانت بيانات التصويت في المحافظات كالتالي:
| المحافظة      | نسبة السيسي | نسبة صباحى | عدد المسجلين | العاملون باللجان | حضور المسجلين | إجمالي الحضور | نسبة المشاركة | الأصوات الباطلة | الأصوات الصحيحة | السيسي   | صباحى  |
| ------------- | ----------- | ---------- | ------------ | ---------------- | ------------- | ------------- | ------------- | --------------- | --------------- | -------- | ------ |
| القاهرة       | 96.57       | 3.43       | 6771437      | 10130            | 3477093       | 3487223       | 51.50         | 165747          | 3321476         | 3207415  | 114061 |
| الأسكندرية    | 96.61       | 3.39       | 3467139      | 4539             | 1736031       | 1740570       | 50.20         | 80691           | 1659879         | 1603621  | 56258  |
| بورسعيد       | 97.11       | 2.89       | 458481       | 715              | 280735        | 281450        | 61.39         | 16242           | 265208          | 257554   | 7654   |
| السويس        | 96.07       | 3.93       | 401870       | 587              | 186208        | 186795        | 46.48         | 13391           | 173404          | 166582   | 6822   |
| دمياط         | 97.39       | 2.61       | 905598       | 1283             | 486339        | 487622        | 53.85         | 18547           | 469075          | 456826   | 12249  |
| الدقهلية      | 97.87       | 2.13       | 3860885      | 7279             | 2137729       | 2145008       | 55.56         | 61211           | 2083797         | 2039466  | 44331  |
| الشرقية       | 97.83       | 2.17       | 3742698      | 5330             | 2009343       | 2014673       | 53.83         | 66868           | 1947805         | 1905548  | 42257  |
| القليوبية     | 97.62       | 2.38       | 2755292      | 3439             | 1518240       | 1521679       | 55.23         | 55873           | 1465806         | 1430945  | 34861  |
| كفر الشيخ     | 94.03       | 5.97       | 1966734      | 2926             | 928108        | 931034        | 47.34         | 25235           | 905799          | 851752   | 54047  |
| الغربية       | 97.94       | 2.06       | 3063129      | 4362             | 1815594       | 1819956       | 59.41         | 54329           | 1765627         | 1729266  | 36361  |
| المنوفية      | 98.62       | 1.38       | 2329542      | 3567             | 1454769       | 1458336       | 62.60         | 38546           | 1419790         | 1400182  | 19608  |
| البحيرة       | 97.42       | 2.58       | 3418117      | 4481             | 1561790       | 1566271       | 45.82         | 60172           | 1506099         | 1467212  | 38887  |
| الإسماعيلية   | 96.79       | 3.21       | 747070       | 1221             | 376120        | 377341        | 50.51         | 19184           | 358157          | 346652   | 11505  |
| الجيزة        | 96.21       | 3.79       | 4606441      | 6118             | 1948629       | 1954747       | 42.44         | 96732           | 1858015         | 1787621  | 70394  |
| بني سويف      | 96.15       | 3.85       | 1531473      | 2586             | 609214        | 611800        | 39.95         | 33340           | 578460          | 556196   | 22264  |
| الفيوم        | 96.05       | 3.95       | 1656066      | 3010             | 501486        | 504496        | 30.46         | 28522           | 475974          | 457188   | 18786  |
| المنيا        | 95.84       | 4.16       | 2850857      | 3414             | 1005806       | 1009220       | 35.40         | 60785           | 948435          | 908994   | 39441  |
| أسيوط         | 95.28       | 4.72       | 2256304      | 2958             | 743865        | 746823        | 33.10         | 41889           | 704934          | 671690   | 33244  |
| سوهاج         | 96.41       | 3.59       | 2534912      | 4502             | 876370        | 880872        | 34.75         | 37861           | 843011          | 812781   | 30230  |
| قنا           | 97.15       | 2.85       | 1700686      | 2202             | 571806        | 574008        | 33.75         | 20299           | 553709          | 537905   | 15804  |
| أسوان         | 97.12       | 2.88       | 899358       | 1123             | 322175        | 323298        | 35.95         | 10691           | 312607          | 303618   | 8989   |
| البحر الأحمر  | 95.81       | 4.19       | 264930       | 773              | 109391        | 110164        | 41.58         | 4673            | 105491          | 101070   | 4421   |
| الوادي الجديد | 95.59       | 4.41       | 149843       | 268              | 65163         | 65431         | 43.67         | 3728            | 61703           | 58984    | 2719   |
| مرسى مطروح    | 94.89       | 5.11       | 230349       | 577              | 61591         | 62168         | 26.99         | 5431            | 56737           | 53837    | 2900   |
| شمال سيناء    | 95.43       | 4.57       | 226355       | 380              | 78052         | 78432         | 34.65         | 5603            | 72829           | 69502    | 3327   |
| جنوب سيناء    | 94.34       | 5.66       | 85335        | 178              | 38618         | 38796         | 45.46         | 2572            | 36224           | 34173    | 2051   |
| الأقصر        | 97.50       | 2.50       | 710372       | 938              | 281039        | 281977        | 39.69         | 8248            | 273729          | 266896   | 6833   |
| إجمالي        |             |            | 53591273     | 78886            | 25181304      | 25260190      | 47.13         | 1036410         | 24223780        | 23483476 | 740304 |

## النتائج النهائية للانتخابات
أعلنت اللجنة المشرفة على الانتخابات على موقعها النتيجة الإجمالية للتصويت في المحافظات والخارج وكانت كالتالي:
|               | نسبة السيسي | نسبة صباحى | عدد المسجلين | العاملون باللجان | حضور المسجلين | إجمالي الحضور | نسبة المشاركة | الأصوات الباطلة | الأصوات الصحيحة | السيسي   | صباحى  |
| ------------- | ----------- | ---------- | ------------ | ---------------- | ------------- | ------------- | ------------- | --------------- | --------------- | -------- | ------ |
| إجمالي الداخل | 96.94%      | 3.06%      | 53591273     | 78886            | 25181304      | 25260190      | 47.13         | 1036410         | 24223780        | 23483476 | 740304 |
| الخارج        | 94.52       | 5.48       | 0            | 0                | 318033        | 318033        | 0             | 4198            | 313835          | 296628   | 17207  |
| الإجمالي      | 96.91%      | 3.09%      | 53591273     | 78886            | 25499337      | 25578223      | 47.134895     | 1040608         | 24537615        | 23780104 | 757511 |

- عدد من لهم حق التصويت 53,909,306
- الأصوات الصحيحه 24,537,615
- الأصوات الباطله 1,040,608
- عدد المشاركين بالداخل 25,260,190
- عدد المشاركين بالخارج 318033
- نسبة المشاركة 47,45%
- عدد اللجان العامة 349

| المرشح | المرشح            | الحزب                | اصوات      | %     |
| ------ | ----------------- | -------------------- | ---------- | ----- |
|        | عبد الفتاح السيسي | سياسي مستقل          | 23,780,104 | 96.1% |
|        | حمدين صباحي       | التيار الشعبي المصري | 757,511    | 3.9%  |

## آخر خطاب لعدلي منصور الرئيس المؤقت بعد الانقلاب العسكري
في يوم الأربعاء، الموافق 4 يونيو 2014، وبعد الإعلان رسميًا عن انتخاب المشير عبد الفتاح السيسي رئيسًا للجمهورية، وقبل أداء السيسي اليمين الدستورية، توجه المستشار عدلي منصور إلى الشعب المصري بخطاب بمناسبة اختتام ولايته المؤقتة، وأوصى الرئيس في كلمته المصريين بمصر خيرًا، وأوصاهم بالتحلي بخُلق الرحمة، قائلًا: «استوصوا بمصر خيرًا، وارحموا بعضكم بعضًا»، وتساقطت دموع الرئيس مضيفًا: «إن الله لا يغير ما بقوم حتي يغيروا ما بأنفسهم».
وبكى عند ذكر أُسر شهداء القوات المسلحة والشرطة؛ مؤكدًا إن تكريمهم هي من أصعب لحظات حياته خلال توليه الرئاسة. وطالب جميع مؤسسات الدولة أن ترعى أسر الشهداء وتقدم لهم كل الدعم والعون على ما قدموه من تضحيات لصالح الوطن.
كما وجه الشكر لرؤساء الوزارات الذين عملوا معه طوال فترة ولايته، وطالب بمواجهة حالة الانفلات الأخلاقي عبر خطاب ديني متسامح ومتجدد، وطالب بتصفية النفوس وغسل القلوب بالمحبة للوطن ولبعضكم البعض، وأوصى بأن يكون القوي رفيقا بالضعيف.
كما قال سيادته: «أثق أن الغد يحمل للوطن غدًا أفضل، وأنتظر عودة لهويتنا المصرية، وقيمنا الرفيعة، اللهم ألف بين قلوبنا وأصلح ذات بيننا واهدنا سبل السلام واحفظ لنا مصرنا».

## لجنة الانتخابات الرئاسية

شعار لجنة الانتخابات الرئاسية 2014

### تشكيل اللجنة
رئيس اللجنة
- السيد المستشار / أنور رشاد العاصي، النائب الأول لرئيس المحكمة الدستورية العليا.[47]

 أعضاء اللجنة 
- السيد المستشار / نبيل صليب عوض الله عريان، رئيس محكمة استئناف القاهرة.
- السيد المستشار / عبد الوهاب عبد الرازق حسن، نائب رئيس المحكمة الدستورية العليا.
- السيد المستشار / عزت عبد الجواد أحمد عمران، نائب رئيس محكمة النقض.
- السيد المستشار / عصام الدين عبد العزيز جاد الحق، النائب الأول لرئيس مجلس الدولة.[47]

### الأمانة العامة
الأمين العام
- السيد المستشار الدكتور / عبد العزيز محمد سالمان، رئيس هيئة المفوضين بالمحكمة الدستورية العليا.

## راتب رئيس الجمهورية
أصدر عدلي منصور -الرئيس آنذاك-، يوم الأحد الموافق 18 مايو 2014، قرارًا جمهوريًا بتحديد مرتب وبدل رئيس الجمهورية باثنا وأربعين ألف جنيه شهريًا، وتنص المادة 145 في الدستور المصري الذي أقره الشعب في استفتاء 2014 على «يحدد القانون مرتب رئيس الجمهورية، ولا يجوز له أن يتقاضى أي مرتب أو مكافأة أخرى، ولا يسري أي تعديل في المرتب أثناء مدة الرئاسة التي تقرر فيها»، كما تنص نفس المادة في موضع آخر على أن رئيس الجمهورية «إذا تلقى بالذات أو بالواسطة هدية نقدية، أو عينية، بسبب المنصب أو بمناسبته، تؤول ملكيتها إلى الخزانة العامة للدولة».

## أعمال فنية

### أغنية «بشرة خير»
أطلق الفنان الإماراتي حسين الجسمي بمناسبة اقتراب موعد التصويت في الانتخابات، أغنية «بشرة خير»، ونشر الجسمي أغنيته على قناته الرسمية على موقع يوتيوب في 15 مايو 2014، بالتزامن مع بدء تصويت المصريين في الخارج في الانتخابات الرئاسية. ووجه الجسمي رسالة للشعب المصري قال فيها «المصريون يستحقون أكثر من ذلك». وقد حققت الأغنية نجاحًا كبيرًا، وحققت نحو مليون مشاهدة على موقع يوتيوب للتسجيلات المصورة، خلال أقل من 72 ساعة بعد بدء بثها. وقد أعلن الفنان الإماراتي أنه يهدي هذه الأغنية لسبعة وثمانين مليون مصري.

### فوانيس «السيسي قلب الأسد»
وتعتبر فوانيس رمضان الزاهية بألوانها تقليدًا مصريًا ذائع الصيت، وتتخذ الفوانيس طابعًا سياسيًا مختلفًا أحيانًا خاصةً عند وجود حدث سياسي هام يحظى باهتمام كبير[بحاجة لمصدر]. ولقد انتشرت في شوارع القاهرة، العديد من أشكال الفوانيس، بمناسبة الانتخابات الرئاسية للعام 2014؛ حيث ظهرت فوانيس تُسمى فوانيس «السيسى قلب الأسد».

## وصلات خارجية
الموقع الرسمي للجنة الانتخابات الرئاسية

الموقع الرسمي للحملة الانتخابية للمرشح السيد عبد الفتاح السيسي

الموقع الرسمي للحملة الانتخابية للمرشح السيد حمدين صباحي